# اتحادیه خبرگزاری‌های عربی
اتحادیه خبرگزاری‌های عربی به اختصار فانا (به عربی: اتحاد وكالات الأنباء العربية)، متشکل از ۱۹ عضو از خبرگزاری‌های کشورهای عرب است.
این اتحادیه در سال ۱۹۷۵ در بیروت رسماً اعلام موجودیت کرد.
چنانچه در وبگاه این اتحادیه نیز آمده است: هدف از تأسیس این اتحادیه، همکاری‌های حرفه ای و خبری و تخصصی فی ما بین خبرگزاری‌های عضو و ارتقاء و توسعه انتشار اخبار بین کشورهای عرب و همچنین در سطح جهان است.
اجلاس چهل و نهم این اتحادیه نوامبر ۲۰۲۲ با حضور ۱۴ عضو در ابوظبی برگزار شد.

### کشورهای عضو
خبرگزاری اردن
خبرگزاری سودان
خبرگزاری میدل ایست
خبرگزاری عمان
خبرگزاری امارات
خبرگزاری بحرین
خبرگزاری کویت
خبرگزاری الجزایر
خبرگزاری قطر
خبرگزاری تونس
خبرگزاری لبنان
خبرگزاری فلسطینی وفا
خبرگزاری سوریه
خبرگزاری عربستان
خبرگزاری یمن
خبرگزاری عراق
خبرگزاری مراکش
خبرگزاری موریتانی